# Santi Martino e Sebastiano degli Svizzeri

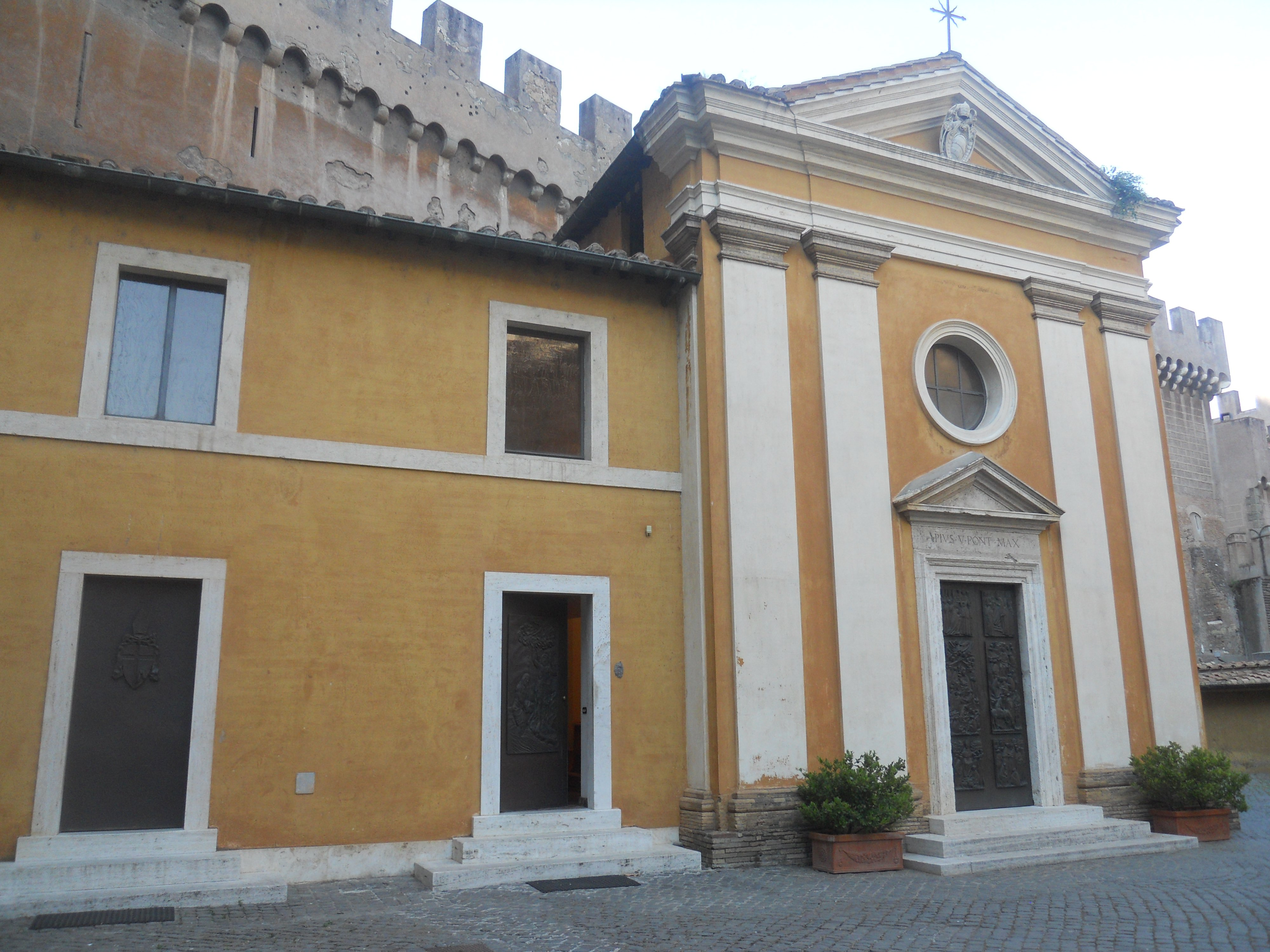
St. Martin

Die Kirche Santi Martino e Sebastiano degli Svizzeri im Vatikan ist die Kirche der Schweizergarde.
Sie wurde auf Geheiss von Papst Pius V. durch den Architekten Nanni di Baccio Bigio erbaut und 1568 fertiggestellt. Die Kirche ist den Heiligen Martin von Tours und Sebastian geweiht und ist nur Angehörigen der Garde zugänglich.